# 2025-ös Formula Regionális Amerika-bajnokság
A 2025-ös Formula Regionális Amerika-bajnokság a sorozat nyolcadik idénye lesz. A szezon március 29-én kezdődött el a Motorsports Park aszfaltcsíkján és október 19-én fejeződik be a Barber Motorsports Park versenypályán.

## Versenynaptár
2024. szeptember 27-én hirdették ki a 2025-ös végleges versenynaptárt. Egy, illetve négy év kihagyás után visszatér a Virginia International Raceway és a Barber Motorsports Parkba. A nem bajnoki fordulót a Laguna Secában nem rendezik meg, ahogy a Circuit of the Americas fordulóját sem. A Mid-Ohio-ban, a VIR-ben és a Barber Motorsports Parkban csak két futamot tartanak, így 19-ről 21 versenyre bővült a szezon.
| Verseny | Verseny | Pálya                          | Pályarajz    | Dátum             |
| ------- | ------- | ------------------------------ | ------------ | ----------------- |
| 1       | V1      | NOLA Motorsports Park          |              | Március 29.       |
| 1       | V2      | NOLA Motorsports Park          |              | Március 29.       |
| 1       | V3      | NOLA Motorsports Park          | Március 30.  |                   |
| 2       | V1      | Road America                   |              | Május 17.         |
| 2       | V2      | Road America                   |              | Május 17.         |
| 2       | V3      | Road America                   | Május 18.    |                   |
| 3       | V1      | Indianapolis Motor Speedway    |              | Június 14.        |
| 3       | V2      | Indianapolis Motor Speedway    | Június 15.   |                   |
| 3       | V3      | Indianapolis Motor Speedway    | Június 15.   |                   |
| 4       | V1      | Mid-Ohio Sports Car Course     |              | Június 21.        |
| 4       | V2      | Mid-Ohio Sports Car Course     |              | Június 21.        |
| 4       | V3      | Mid-Ohio Sports Car Course     | Június 22.   |                   |
| 5       | V1      | New Jersey Motorsports Park    |              | Augusztus 2.      |
| 5       | V2      | New Jersey Motorsports Park    | Augusztus 3. |                   |
| 5       | V3      | New Jersey Motorsports Park    | Augusztus 3. |                   |
| 6       | V1      | Canadian Tire Motorsports Park |              | Augusztus 28–31.  |
| 6       | V2      | Canadian Tire Motorsports Park |              | Augusztus 28–31.  |
| 6       | V3      | Canadian Tire Motorsports Park |              | Augusztus 28–31.  |
| 7       | V1      | Virginia International Raceway |              | Szeptember 18–21. |
| 7       | V2      | Virginia International Raceway |              | Szeptember 18–21. |
| 8       | V1      | Barber Motorsports Park        |              | Október 17–19.    |
| 8       | V2      | Barber Motorsports Park        |              | Október 17–19.    |

## Csapatok és versenyzők
Az összes résztvevő Honda K20C1 1,65 literes V4-es „Storm” motorokkal és Hankook abroncsokkal felszerelt Ligier JS Formula–3-as autókkal teljesíti a szezont.
| Csapat                                 | #  | Versenyző        | Forduló |
| -------------------------------------- | -- | ---------------- | ------- |
| Jensen Global Advisors                 | 1  | Jake Pollack     | 1       |
| Jensen Global Advisors                 | 1  | Athan Sterling   | 2       |
| Jensen Global Advisors                 | 2  | Athan Sterling   | 1       |
| Crosslink Motorsports                  | 3  | Hayden Bowlsbey  | 3–4     |
| Crosslink Motorsports                  | 5  | Alex Benavitz    | 1–3     |
| Crosslink Motorsports                  | 5  | Jake Pollack     | 4–5     |
| Crosslink Motorsports                  | 13 | Barrett Wolfe    | 1–5     |
| Crosslink Motorsports                  | 31 | Titus Sherlock   | 1–5     |
| Kiwi Motorsports                       | 6  | Nicole Havrda    | 1       |
| Kiwi Motorsports                       | 15 | Nicolas Stati    | 1–4     |
| Kiwi Motorsports                       | 22 | Jett Bowling     | 1–5     |
| Kiwi Motorsports                       | 24 | Kevin Janzen     | 1–4     |
| Kiwi Motorsports                       | 55 | Nicolas Ambiado  | 1–5     |
| Kiwi Motorsports                       | 01 | Bruno Ribeiro    | 1–5     |
| Atlantic Racing Team                   | 42 | Daniel Quimby    | 1–2     |
| Atlantic Racing Team                   | 88 | James Lawley     | 1–5     |
| Atlantic Racing Team with Team Roberts | 46 | Connor Roberts   | 1–5     |
| Toney Driver Development               | 80 | Brady Golan      | 1–5     |
| Toney Driver Development               | 95 | Lincoln Day      | 1–2, 4  |
| Toney Driver Development               | 95 | Bijoy Garg       | 3       |
| Momentum Motorsports                   | 07 | Anthony Autiello | 1–3, 5  |

## Eredmények

### Összefoglaló
| Verseny | Verseny | Helyszín                       | Pole-pozíció | Leggyorsabb kör | Győztes | Győztes                                                                        | Listavezető     | Előny |
| Verseny | Verseny | Helyszín                       | Pole-pozíció | Leggyorsabb kör | Versenyző | Csapat                                                                         | Listavezető     | Előny |
| ------- | ------- | ------------------------------ | --- | --- | --- | ------------------------------------------------------------------------------ | --------------- | ----- |
| 1       | V1      | NOLA Motorsports Park          | Nicolas Ambiado | Nicolas Ambiado | Titus Sherlock | Crosslink Motorsports                                                          | Nicolas Ambiado | 15    |
| 1       | V2      | NOLA Motorsports Park          | | Jett Bowling | Brady Golan | Toney Driver Development                                                       | Nicolas Ambiado | 15    |
| 1       | V3      | NOLA Motorsports Park          | Bruno Ribeiro | Nicolas Ambiado | Kiwi Motorsports |                                                                                | Nicolas Ambiado | 15    |
| 2       | V1      | Road America                   | Titus Sherlock | Titus Sherlock | Titus Sherlock | Crosslink Motorsports                                                          | Titus Sherlock  | 19    |
| 2       | V2      | Road America                   | | Jett Bowling | Titus Sherlock | Crosslink Motorsports                                                          | Titus Sherlock  | 19    |
| 2       | V3      | Road America                   | Jett Bowling | Titus Sherlock | Crosslink Motorsports |                                                                                | Titus Sherlock  | 19    |
| 3       | V1      | Indianapolis Motor Speedway    | Brady Golan | A versenyt a kedvezőtlen időjárási körülmények miatt Közép-Ohióba halasztották                                                                    | A versenyt a kedvezőtlen időjárási körülmények miatt Közép-Ohióba halasztották                                                                    | A versenyt a kedvezőtlen időjárási körülmények miatt Közép-Ohióba halasztották | Nicolas Ambiado | 6     |
| 3       | V2      | Indianapolis Motor Speedway    | | Nicolas Ambiado | Jett Bowling | Kiwi Motorsports                                                               | Nicolas Ambiado | 6     |
| 3       | V3      | Indianapolis Motor Speedway    | Nicolas Ambiado | Nicolas Ambiado | Kiwi Motorsports |                                                                                | Nicolas Ambiado | 6     |
| 4       | V1      | Mid-Ohio Sports Car Course     | Bruno Ribeiro | Bruno Ribeiro | Bruno Ribeiro | Kiwi Motorsports                                                               | Bruno Ribeiro   | 3     |
| 4       | V2      | Mid-Ohio Sports Car Course     | | Bruno Ribeiro | Nicolas Ambiado | Kiwi Motorsports                                                               | Bruno Ribeiro   | 3     |
| 4       | V3      | Mid-Ohio Sports Car Course     | Bruno Ribeiro | Bruno Ribeiro | Kiwi Motorsports |                                                                                | Bruno Ribeiro   | 3     |
| 5       | V1      | New Jersey Motorsports Park    | Jett Bowling | Nicolas Ambiado | Bruno Ribeiro | Kiwi Motorsports                                                               | Bruno Ribeiro   | 11    |
| 5       | V2      | New Jersey Motorsports Park    | | Bruno Ribeiro | Nicolas Ambiado | Kiwi Motorsports                                                               | Bruno Ribeiro   | 11    |
| 5       | V3      | New Jersey Motorsports Park    | A versenyt törölték a Sportscar Vintage Racing Association futamon történt baleset miatt, amely megrongálta a pálya korlátját és a támoszlopokat. | A versenyt törölték a Sportscar Vintage Racing Association futamon történt baleset miatt, amely megrongálta a pálya korlátját és a támoszlopokat. | A versenyt törölték a Sportscar Vintage Racing Association futamon történt baleset miatt, amely megrongálta a pálya korlátját és a támoszlopokat. |                                                                                | Bruno Ribeiro   | 11    |
| 6       | V1      | Canadian Tire Motorsports Park | | | |                                                                                |                 |       |
| 6       | V2      | Canadian Tire Motorsports Park | | | |                                                                                |                 |       |
| 6       | V3      | Canadian Tire Motorsports Park | | | |                                                                                |                 |       |
| 7       | V1      | Virginia International Raceway | | | |                                                                                |                 |       |
| 7       | V2      | Virginia International Raceway | | | |                                                                                |                 |       |
| 8       | V1      | Barber Motorsports Park        | | | |                                                                                |                 |       |
| 8       | V2      | Barber Motorsports Park        | | | |                                                                                |                 |       |

### Versenyzők
Pontrendszer
| Pozíció | 1. | 2. | 3. | 4. | 5. | 6. | 7. | 8. | 9. | 10. |
| ------- | -- | -- | -- | -- | -- | -- | -- | -- | -- | --- |
| Pont    | 25 | 18 | 15 | 12 | 10 | 8  | 6  | 4  | 2  | 1   |

(Félkövér: pole-pozíció, dőlt: leggyorsabb kör, a színkódokról részletes információ itt található)
| Helyezés | Versenyző        | NOL | NOL | NOL | ROA | ROA | ROA | IMS | IMS | IMS | MOH | MOH | MOH | NJM | NJM | NJM | MOS | MOS | MOS | VIR | VIR | ALA | ALA | Pont |
| Helyezés | Versenyző        | V1  | V2  | V3  | V1  | V2  | V3  | V1  | V2  | V3  | V1  | V2  | V3  | V1  | V2  | V3  | V1  | V2  | V3  | V1  | V2  | V1  | V2  | Pont |
| -------- | ---------------- | --- | --- | --- | --- | --- | --- | --- | --- | --- | --- | --- | --- | --- | --- | --- | --- | --- | --- | --- | --- | --- | --- | ---- |
| 1        | Bruno Ribeiro    | 17  | 3   | 3   | 2   | 2   | 6   | T   | 2   | 3   | 1   | 2   | 1   | 1   | 2   | T   |     |     |     |     |     |     |     | 209  |
| 2        | Nicolas Ambiado  | 2   | 2   | 1   | 9   | 3   | 11  | T   | 4   | 1   | 2   | 1   | 3   | 5   | 1   | T   |     |     |     |     |     |     |     | 198  |
| 3        | Titus Sherlock   | 1   | Ki  | 4   | 1   | 1   | 1   | T   | Ki  | 4   | 3   | 4   | Ki  | 3   | 4   | T   |     |     |     |     |     |     |     | 153  |
| 4        | Jett Bowling     | 6   | 11  | 2   | 8   | 7   | 2   | T   | 1   | 2   | 4   | 3   | 2   | 9   | 3   | T   |     |     |     |     |     |     |     | 153  |
| 5        | Brady Golan      | 8   | 1   | 5   | 4   | 8   | 3   | T   | 9†  | 6   | 6   | 8   | 4   | 7   | 5   | T   |     |     |     |     |     |     |     | 112  |
| 6        | Nicolas Stati    | 11  | 8   | 6   | 5   | 6   | 4   | T   | 3   | 5   | 5   | 5   | Ki  |     |     |     |     |     |     |     |     |     |     | 82   |
| 7        | Connor Roberts   | 15  | Ni  | 11  | 3   | 5   | 7   | T   | 10† | 8   | 9   | 6   | 5   | 6   | 6   | T   |     |     |     |     |     |     |     | 64.5 |
| 8        | James Lawley     | 10  | 7   | 8   | 6   | 9   | Ki  | T   | 7   | 10  | 8   | 7   | 6   | 4   | 7   | T   |     |     |     |     |     |     |     | 59.5 |
| 9        | Daniel Quimby    | 13  | 4   | 7   | 12  | 4   | 5   |     |     |     |     |     |     |     |     |     |     |     |     |     |     |     |     | 40   |
| 10       | Jake Pollack     | 7   | 9   | Ki  |     |     |     |     |     |     | 10  | 9   | 8   | 2   | 8   | T   |     |     |     |     |     |     |     | 34   |
| 11       | Alex Benavitz    | 4   | 5   | Ki  | 14  | 10  | Ki  | T   | 5   | 9   |     |     |     |     |     |     |     |     |     |     |     |     |     | 29   |
| 12       | Barrett Wolfe    | 3   | 6   | 10  | 11  | 11  | 8   | T   | Ki  | Ki  | 11  | 10  | 9   | Ki  | 9   | T   |     |     |     |     |     |     |     | 25.5 |
| 13       | Hayden Bowlsbey  |     |     |     |     |     |     | T   | 6   | 11  | 7   | Ki  | 7   |     |     |     |     |     |     |     |     |     |     | 20   |
| 14       | Lincoln Day      | 5   | 12  | 9   | 7   | 13  | 10† |     |     |     | Vi  | Vi  | Vi  |     |     |     |     |     |     |     |     |     |     | 11   |
| 15       | Bijoy Garg       |     |     |     |     |     |     | T   | 8   | 7   |     |     |     |     |     |     |     |     |     |     |     |     |     | 10   |
| 16       | Anthony Autiello | 16  | 10  | 14  | Ki  | Ki  | 9   | T   | 11† | 13  |     |     |     | 8   | Ki  | T   |     |     |     |     |     |     |     | 7    |
| 17       | Kevin Janzen     | 14  | 14  | 13  | 10  | 12† | Ki  | T   | Hn  | 12  | 12  | 11  | 10  |     |     |     |     |     |     |     |     |     |     | 1.5  |
| 18       | Athan Sterling   | 9   | Ki  | Ki  | 13  | Ki  | Ki  |     |     |     |     |     |     |     |     |     |     |     |     |     |     |     |     | 1    |
| 19       | Nicole Havrda    | 12  | 13  | 12  |     |     |     |     |     |     |     |     |     |     |     |     |     |     |     |     |     |     |     | 0    |
| Helyezés | Versenyző        | V1  | V2  | V3  | V1  | V2  | V3  | V1  | V2  | V3  | V1  | V2  | V3  | V1  | V2  | V3  | V1  | V2  | V3  | V1  | V2  | V1  | V2  | Pont |
| Helyezés | Versenyző        | NOL | NOL | NOL | ROA | ROA | ROA | IMS | IMS | IMS | MOH | MOH | MOH | NJM | NJM | NJM | MOS | MOS | MOS | VIR | VIR | ALA | ALA | Pont |

Megjegyzés:
- † – Nem fejezte be a futamot, de rangsorolva lett, mert teljesítette a versenytáv 90%-át.

## Külső hivatkozások
- A Regionális Formula Amerika-bajnokság hivatalos weboldala